# Ałeksandar Kitinow
Ałeksandar Kitinow, mac. Александар Китинов (ur. 13 stycznia 1971 w Skopju) – macedoński tenisista, reprezentant w Pucharze Davisa.

## Kariera tenisowa
Zawodowym tenisistą był w latach 1992–2003.
Startując w turniejach rangi ATP World Tour wygrał 3 imprezy w grze podwójnej i poniósł porażki w 4 finałach.
W 1992 roku reprezentował Jugosławię w Pucharze Davisa grając w 1 przegranym meczu gry podwójnej. W 1995 startował w turnieju w barwach Macedonii i grał w 4 meczach singlowych (triumfował w 2) oraz w 4 zwycięskich grach deblowych.
W rankingu gry pojedynczej najwyżej był na 296. miejscu (29 kwietnia 1996), a w klasyfikacji gry podwójnej na 38. pozycji (15 listopada 1999).

### Finały w turniejach ATP World Tour
| Legenda                                      |
| -------------------------------------------- |
| Wielki Szlem                                 |
| Igrzyska olimpijskie                         |
| Tennis Masters Cup / ATP Finals              |
| ATP Masters Series / ATP Tour Masters 1000   |
| ATP International Series Gold / ATP Tour 500 |
| ATP International Series / ATP Tour 250      |

#### Gra podwójna (3–4)
| Końcowy wynik | Nr | Data                 | Turniej     | Nawierzchnia    | Partner         | Przeciwnicy                      | Wynik finału      |
| ------------- | -- | -------------------- | ----------- | --------------- | --------------- | -------------------------------- | ----------------- |
| Finalista     | 1. | 13 lipca 1997        | Newport     | Trawiasta       | Kent Kinnear    | Justin Gimelstob Brett Steven    | 3:6, 4:6          |
| Zwycięzca     | 1. | 14 września 1997     | Bournemouth | Ceglana         | Kent Kinnear    | Alberto Martín Chris Wilkinson   | 7:6, 6:2          |
| Finalista     | 2. | 14 lutego 1999       | San Jose    | Twarda (hala)   | Nenad Zimonjić  | Todd Woodbridge Mark Woodforde   | 5:7, 7:6(3), 4:6  |
| Finalista     | 3. | 11 lipca 1999        | Gstaad      | Ceglana         | Eric Taino      | Donald Johnson Cyril Suk         | 5:7, 6:7(4)       |
| Finalista     | 4. | 25 lipca 1999        | Stuttgart   | Ceglana         | Jack Waite      | Jaime Oncins Daniel Orsanic      | 2:6, 1:6          |
| Zwycięzca     | 2. | 10 października 1999 | Bazylea     | Dywanowa (hala) | Brent Haygarth  | Jiří Novák David Rikl            | 0:6, 6:4, 7:5     |
| Zwycięzca     | 3. | 16 września 2001     | Bukareszt   | Ceglana         | Johan Landsberg | Pablo Albano Marc-Kevin Goellner | 6:4, 6:7(5), 10–6 |